# Görényezés
Több évszázadon át a görényeket főleg vadászatra használták, ezt a tevékenységet hívjuk görényes vadászatnak, azaz görényezésnek. Hosszú, hajlékony testükkel és kíváncsi természetükkel kiválóan alkalmasak üregben és kotorékokban élő különféle állatok, főleg rágcsálók és az üregi nyúl kiugratására.
Néhány országban a mai napig használják őket, főleg az Egyesült Királyságban és Ausztráliában, ahol az üregi nyulak kártevőnek minősülnek. Egy görény és egy háló kombinációja mind a mai napig hatékonyabb, mint akármilyen modern vadászati módszer. A görényt beengedik a lyukba, és a kijáratok elé hálókat tesznek, a hálóba gabalyodott nyulakat pedig egyszerűen lebunkózzák (fejbe verik). Ez a gyakorlat illegális néhány országban, mert állatkínzásnak minősül. A kiugratott és menekülő nyulakat sörétes fegyverrel le is lőhetik, ami meglehetősen nagy ügyességet és lőtudást igényel.